# Grossesse forcée
Ne doit pas être confondu avec Grossesse non désirée.
La grossesse forcée est une grossesse imposée par une coercition, physique ou morale, souvent dans le cadre d'un mariage forcé, d'un processus pour obtenir de nouveaux esclaves ou au cours d'un génocide. La grossesse forcée peut constituer un crime contre l'humanité et un crime de guerre. Elle est une variante de coercition reproductive.

## Atteinte aux droits humains
Le Comité pour l'élimination de la discrimination à l'égard des femmes, dans sa recommandation générale no 35  sur la violence à l’égard des femmes fondée sur le genre, considère que :

« Les atteintes à la santé et aux droits des femmes en matière de sexualité et de procréation, telles que les stérilisations forcées, l’avortement forcé, la grossesse forcée, la criminalisation de l’avortement, le refus ou le report d’un avortement sans risque et des soins après avortement, la continuation forcée d’une grossesse, les sévices et mauvais traitements subis par les femmes et les filles qui cherchent des informations, des biens et des services en matière de santé sexuelle et procréative, sont des formes de violence fondée sur le genre qui, suivant les circonstances, peuvent être assimilées à de la torture ou à un traitement cruel, inhumain ou dégradant. »

## Unité 731
Les prisonnières détenues dans l'unité 731 étaient sujettes à des grossesses forcées à des fins d'expérimentation. Les tortionnaires menaient des expériences sur la transmission de maladies de la mère à l'enfant, notamment la syphilis. Ils examinaient aussi la survie des fœtus et les lésions sur les organes féminins. Même si « de nombreux bébés sont nés en captivité », il n'existe aucun cas d'éventuel survivant à l'unité 731, y compris d'enfant. Il est probable que les enfants des prisonnières étaient assassinés après leur naissance ou faisaient l'objet d'un avortement.
Si les hommes prisonniers étaient en général victimes d'une expérience précise, pour ne pas risquer d'interférence dans les variables, les femmes prisonnières servaient parfois dans des expériences bactériologiques, physiologiques, sexuelles, et en tant que victimes d'agressions sexuelles.

## Mariage forcé
La pratique du mariage par enlèvement (excepté dans le cas où le consentement est certain et il s'agit d'une simple tradition, voir élopement) et les mariages forcés entraînent en général le viol de la « mariée » dans l'intention de l'obliger à devenir enceinte, ce qui la rend dépendante de son violeur et de l'entourage du violeur ; en outre, à cause de certains préjugés culturels envers les victimes de viol, elle ne pourra pas rentrer dans sa famille. Au Kirghizistan, des milliers de jeunes femmes sont enlevées chaque année pour un mariage imposé. Cette pratique est interdite depuis 2013 mais elle perdure et ses conséquences sociales sont destructrices. De nombreuses personnes pensent que cette tradition est le comportement normal d'un homme qui veut se marier.

## En tant que crime de guerre et crime contre l'humanité
La Quatrième convention de Genève reconnaît que le viol, l'esclavage sexuel et les actions de ce type, y compris la grossesse forcée, font partie des crimes contre l'humanité et des crimes de guerre. Le Statut de Rome, qui définit la juridiction des Cours pénales internationales, reconnaît que le viol, l'esclavage sexuel, la prostitution forcée et la grossesse imposée sont des crimes contre l'humanité lorsque les actes sont généralisés ou systématiques,.

« Aux  fins du présent Statut, on entend par crime contre l'humanité l'un quelconque des actes ci-après lorsqu'il est commis dans le  cadre d'une attaque généralisée ou systématique lancée contre toute population civile  et en connaissance de cette attaque :

Viol,  esclavage  sexuel,  prostitution forcée, grossesse forcée, stérilisation forcée ou toute autre forme de violence sexuelle de gravité comparable
Statut de Rome, article 7, 2002. »

« Par « grossesse forcée », on entend la détention illégale d'une femme mise enceinte de force, dans l'intention de modifier la composition ethnique d'une population ou de commettre d'autres violations graves du droit international.

Cette  définition ne peut en aucune manière s'interpréter comme ayant une incidence sur les lois nationales relatives à la grossesse. »

En 2008, la Résolution n°1820 du Conseil de sécurité de l'ONU déclare que des viols de masse ou des viols systématiques peuvent relever des « crimes de guerre, crimes contre l'humanité ou... du génocide ».

### Le cas Dominic Ongwen
En 2016, pour la première fois, la Cour pénale internationale juge le cas d'un individu poursuivi pour « grossesse forcée » : Dominic Ongwen, commandant de la brigade Sinia au sein de l’Armée de résistance du seigneur,. D'après la Cour pénale internationale, Dominic Ongwen est accusé de grossesse forcée en tant que crime de guerre et crime contre l'humanité ; après avoir maintes fois violé certaines prisonnières, qu'il surnommait « ses épouses », celles-ci ont mis au monde des enfants. Pendant leurs grossesses, Ongwen les a placées sous la surveillance étroite de gardes armés pour prévenir la fuite des victimes, qui étaient informées qu'une tentative d'évasion se solderait par leur mort. Le tribunal considère qu'Ongwen a fécondé de force ses prisonnières puis il s'est assuré que leur grossesse se poursuivrait sous la contrainte.

### Documentation
- Rosemary Grey, « The ICC’s First ‘Forced Pregnancy’ Case in Historical Perspective », Journal of International Criminal Justice, vol. 15, no 5,‎ décembre 2017, p. 905-930 (lire en ligne).
- Laura Tarzia et Molly Wellington, « How forced pregnancies and abortions deny women control over their own bodies », The Conversation,‎ 1er juillet 2018 (lire en ligne).